# 科索沃—摩洛哥關係
科索沃－摩洛哥關係（阿拉伯語：العلاقات المغربية الكوسوفية）是科索沃與摩洛哥之間的外交關係。兩國無正式外交關係，目前也沒有在對方首都互設具大使館功能的代表機構。摩洛哥也不承认科索沃為主权国家。

## 歷史
時任摩洛哥驻奥地利大使乌迈尔·兹尼卜尔在2009年1月与科索沃外交部长斯肯代尔·希塞尼会晤时表示，摩洛哥正在密切关注科索沃的事态发展，並表示“我国（摩洛哥）人民與机构理解並支持科索沃人民的意愿。我们將一如既往地與科索沃保持密切關係；我可以告诉你，我国（摩洛哥）正在就承认科索沃问题与其他国家进行广泛磋商。我们将在合适的时间为科索沃作出决定。”
時任塞尔维亚外交部长武克·耶雷米奇在2009年9月访问拉巴特期间表示，摩洛哥领导人已确认拉巴特當局堅定其不承认科索沃的立场。時任摩洛哥外交部长泰伊卜·法西·菲赫里表示，政治实体不能通过“单方面宣布独立”成为国家，而只能經联合国程序或國家之間的相互同意。
2011年6月，摩洛哥政府發言人稱，基於西撒哈拉的政治情勢，摩洛哥難以承認科索沃。
2012年7月6日，時任摩洛哥外交部长萨阿德丁·奥斯曼尼承诺，国家最高權力機關将审視承认科索沃為主權國家的请求，並在适当期限内作出决定。2012年10月8日，時任阿尔巴尼亚总理萨利·贝里沙與時任摩洛哥首相阿卜杜勒-伊拉·本·基兰進行的会晤，其中後者承诺考虑阿尔巴尼亚当局请求摩洛哥承认科索沃一事，並表示此事對该地区而言非常重要。